# Urban Cross 2020
De 2e editie van de Urban Cross 2020 werd gehouden op zaterdag 18 november 2020 in Kortrijk, België. De wedstrijd maakte deel uit van de X²O Badkamers Trofee 2020-2021.

## Programma
| Tijd  | Categorie        | Duur          |
| ----- | ---------------- | ------------- |
| 09:30 | Jeugdinitiatie   |               |
| 10:30 | Jongens junioren | 40 minuten    |
| 11:50 | Mannen beloften  | 50 minuten    |
| 13:45 | Vrouwen elite    | 40-50 minuten |
| 15:00 | Mannen elite     | 60 minuten    |

## Mannen elite

### Uitslag
| Plaats | Renner                 | Ploeg                                  | Tijd       |
| ------ | ---------------------- | -------------------------------------- | ---------- |
| 1      | Eli Iserbyt            | Pauwels Sauzen-Bingoal                 | 1u01'22"   |
| 2      | Lars van der Haar      | Telenet-Baloise Lions                  | + 7"       |
| 3      | Wout van Aert          |                                        | + 27"      |
| 4      | Michael Vanthourenhout | Pauwels Sauzen-Bingoal                 | + 41"      |
| 5      | Quinten Hermans        | Tormans                                | + 50"      |
| 6      | Ryan Kamp              | Pauwels Sauzen-Bingoal                 | + 51"      |
| 7      | Corné van Kessel       | Tormans                                | + 56"      |
| 8      | Toon Aerts             | Telenet-Baloise Lions                  | + 58"      |
| 9      | Laurens Sweeck         | Pauwels Sauzen-Bingoal                 | + 1'08"    |
| 10     | Niels Vandeputte       | Alpecin-Fenix                          | + 1'12"    |
| 11     | Timo Kielich           | Credishop-Fristads                     | + 1'16"    |
| 12     | Mees Hendrikx          | Credishop-Fristads                     | + 1'30"    |
| 13     | Daan Soete             | Group Hens - Maes Containers           | + 1'40"    |
| 14     | Joran Wyseure          |                                        | + 1'40"    |
| 15     | Thijs Aerts            | Telenet-Baloise Lions                  | + 1'48"    |
| 16     | Pim Ronhaar            | Pauwels Sauzen-Bingoal                 | + 2'02"    |
| 17     | Jim Aernouts           | Telenet-Baloise Lions                  | + 2'17"    |
| 18     | Emiel Verstrynge       | Tormans                                | + 2'19"    |
| 19     | Dieter Vanthourenhout  |                                        | + 2'23"    |
| 20     | Anton Ferdinande       | Pauwels Sauzen-Bingoal                 | + 2'50"    |
| 21     | Nicolas Cleppe         | Telenet-Baloise Lions                  | + 2'53"    |
| 22     | Curtis White           |                                        | + 2'54"    |
| 23     | Kyle Agterberg         | Parkhotel Valkenburg - Destil - Orange | + 3'24"    |
| 24     | Arne Vrachten          |                                        | + 3'37"    |
| 25     | Tim van Dijke          |                                        | + 3'44"    |
| 26     | Andreas Goeman         | Telenet-Baloise Lions                  | + 3'48"    |
| 27     | Julian Siemons         |                                        | + 3'56"    |
| 28     | Ward Huybs             | Telenet-Baloise Lions                  | + 3'57"    |
| 29     | Arne Baers             |                                        | + 3'58"    |
| 30     | Joachim Van Looveren   |                                        | + 4'05"    |
| 31     | Jetze Van Campenhout   | Group Hens - Maes Containers           | + 4'09"    |
| 32     | Seppe Rombouts         |                                        | + 4'21"    |
| 33     | Robin Alderweireld     |                                        | + 4'26"    |
| 34     | Valentin Guillaud      |                                        | + 4'31"    |
| 35     | Gianni Siebens         |                                        | + 4'50"    |
| 36     | Arno Van Den Broeck    |                                        | + 5'19"    |
| 37     | Valentin Remondet      | A.s Bike Crossteam                     | + 5'20"    |
| 38     | Dolf Pemen             |                                        | + 6'00"    |
| 39     | Jarno Bellens          | Pauwels Sauzen-Bingoal                 | + 6'33"    |
| 40     | Noah Vreeswijk         | Parkhotel Valkenburg - Destil - Orange | - 2 rondes |
| 41     | Ydris Salomez          |                                        | - 4 rondes |
| 42     | Justin Laevens         |                                        | - 4 rondes |
|        | Felipe Orts            |                                        | DNF        |
|        | Yentl Bekaert          | Telenet-Baloise Lions                  | DNF        |
|        | Thibau Nys             | Telenet-Baloise Lions                  | DNF        |
|        | Tom Meeusen            | Group Hens - Maes Containers           | DNF        |
|        | Ingmar Uytdewilligen   |                                        | DNF        |

| Pos. | Punten | Prijzengeld |
| ---- | ------ | ----------- |
| 1    | 40     | € 1.000     |
| 2    | 30     | € 500       |
| 3    | 20     | € 350       |
| 4    | 15     | € 250       |
| 5    | 10     | € 225       |
| 6    | 8      | € 200       |
| 7    | 6      | € 175       |
| 8    | 4      | € 150       |
| 9    | 2      | € 125       |
| 10   | 1      | € 110       |
| 11   | -      | € 100       |
| 12   | -      | € 90        |
| 13   | -      | € 80        |
| 14   | -      | € 70        |
| 15   | -      | € 60        |
| 16   | -      | € 25        |
| 17   | -      | € 25        |
| 18   | -      | € 25        |
| 19   | -      | € 25        |
| 20   | -      | € 25        |
| Tot. |        | € 3.610     |

### Stand X²O Badkamers Trofee
Na 2 wedstrijden (Koppenbergcross en Urban Cross) was dit de stand voor de X²O Badkamers Trofee:
| Pos. | Renner                 | OUD | KOR | Tijd     |
| ---- | ---------------------- | --- | --- | -------- |
| 1    | Eli Iserbyt            | 1   | 1   | 2u00'46" |
| 2    | Lars van der Haar      | 2   | 2   | + 1'20"  |
| 3    | Toon Aerts             | 3   | 8   | + 2'33"  |
| 4    | Quinten Hermans        | 4   | 5   | + 2'54"  |
| 5    | Michael Vanthourenhout | 5   | 4   | + 3'00"  |
| 6    | Corné van Kessel       | 8   | 7   | + 4'40"  |
| 7    | Ryan Kamp              | 9   | 6   | + 4'51"  |
| 8    | Laurens Sweeck         | 11  | 9   | + 5'31"  |
| 9    | Daan Soete             | 10  | 13  | + 5'45"  |
| 10   | Wout van Aert          |     | 3   | + 5'57"  |

## Vrouwen elite

### Uitslag
| Plaats | Renster                    | Ploeg                                    | Tijd       |
| ------ | -------------------------- | ---------------------------------------- | ---------- |
| 1      | Lucinda Brand              | Telenet-Baloise Lions                    | 45'43"     |
| 2      | Denise Betsema             | Pauwels Sauzen-Bingoal                   | + 1"       |
| 3      | Yara Kastelijn             | Credishop-Fristads                       | + 1"       |
| 4      | Ceylin del Carmen Alvarado | Alpecin-Fenix                            | + 14"      |
| 5      | Fem van Empel              | Pauwels Sauzen-Bingoal                   | + 40"      |
| 6      | Annemarie Worst            | 777                                      | + 43"      |
| 7      | Manon Bakker               | Credishop-Fristads                       | + 1'07"    |
| 8      | Sanne Cant                 | IKO-Crelan                               | + 1'27"    |
| 9      | Aniek van Alphen           | Credishop-Fristads                       | + 1'34"    |
| 10     | Clara Honsinger            | Cannondale-Cyclocrossworld.com           | + 1'58"    |
| 11     | Ellen Van Loy              | Telenet-Baloise Lions                    | + 2'09"    |
| 12     | Loes Sels                  | IKO-Crelan                               | + 2'42"    |
| 13     | Ruby West                  | Proximus - Alphamotorhomes - Doltcini CT | + 2'56"    |
| 14     | Kaitlin Keough             | Cannondale-Cyclocrossworld.com           | + 2'57"    |
| 15     | Susanne Meistrok           | Proximus - Alphamotorhomes - Doltcini CT | + 3'31"    |
| 16     | Marine Strappazzon         | Team Podiocom CC                         | + 3'45"    |
| 17     | Karen Verhestraeten        | IKO-Crelan                               | + 3'56"    |
| 18     | Esther van der Burg        | Proximus - Alphamotorhomes - Doltcini CT | + 4'07"    |
| 19     | Lindy van Anrooij          | Starcasino CX Team                       | + 4'20"    |
| 20     | Kiona Crabbe               | IKO-Crelan                               | + 4'25"    |
| 21     | Amy Perryman               |                                          | + 4'41"    |
| 22     | Jana Dobbelaere            |                                          | + 4'59"    |
| 23     | Marlène Petit              | Team Podiocom CC                         | + 5'46"    |
| 24     | Shana Maes                 | Tormans                                  | + 6'02"    |
| 25     | Camille Benoit Guyod       |                                          | + 6'18"    |
| 26     | Abbie Manley               |                                          | + 6'27"    |
| 27     | Tessa Zwaenepoel           | Proximus - Alphamotorhomes - Doltcini CT | + 7'19"    |
| 28     | Tine Rombouts              |                                          | + 7'31"    |
| 29     | Siobhan Kelly              |                                          | + 7'35"    |
| 30     | Maïté Barthels             |                                          | - 2 rondes |
| 31     | Lina Beirinckx             |                                          | - 3 rondes |

| Pos. | Punten | Prijzengeld |
| ---- | ------ | ----------- |
| 1    | 40     | € 1.000     |
| 2    | 30     | € 500       |
| 3    | 20     | € 350       |
| 4    | 15     | € 250       |
| 5    | 10     | € 225       |
| 6    | 8      | € 200       |
| 7    | 6      | € 175       |
| 8    | 4      | € 150       |
| 9    | 2      | € 125       |
| 10   | 1      | € 110       |
| 11   | -      | € 100       |
| 12   | -      | € 90        |
| 13   | -      | € 80        |
| 14   | -      | € 70        |
| 15   | -      | € 60        |
| 16   | -      | € 25        |
| 17   | -      | € 25        |
| 18   | -      | € 25        |
| 19   | -      | € 25        |
| 20   | -      | € 25        |
| Tot. |        | € 3.610     |

### Stand Soudal Ladies Trophy
Na 2 wedstrijden (Koppenbergcross en Urban Cross) was dit de stand voor de Soudal Ladies Trophy:
| Pos. | Renster                    | OUD | KOR | Tijd     |
| ---- | -------------------------- | --- | --- | -------- |
| 1    | Yara Kastelijn             | 3   | 3   | 1u30'09" |
| 2    | Lucinda Brand              | 2   | 1   | + 8"     |
| 3    | Annemarie Worst            | 1   | 6   | + 32"    |
| 4    | Denise Betsema             | 4   | 2   | + 52"    |
| 5    | Ceylin del Carmen Alvarado | 7   | 4   | + 1'56"  |
| 6    | Fem van Empel              | 9   | 5   | + 2'46"  |
| 7    | Aniek van Alphen           | 6   | 9   | + 3'03"  |
| 8    | Manon Bakker               | 20  | 7   | + 5'33"  |
| 9    | Eva Lechner                | 5   |     | + 6'19"  |
| 10   | Sanne Cant                 |     | 8   | + 6'31"  |

## Mannen beloften

### Uitslag
| Plaats                        | Renner | Ploeg | Tijd |
| ----------------------------- | ------ | ----- | ---- |
| Afgelast vanwege coronacrisis |        |       |      |

## Jongens junioren

### Uitslag
| Plaats                        | Renner | Ploeg | Tijd |
| ----------------------------- | ------ | ----- | ---- |
| Afgelast vanwege coronacrisis |        |       |      |